# Петренко Олег Едуардович
Оле́г Едуа́рдович Петре́нко (нар. 4 жовтня 1974 року) — голова Національної служби здоров'я України (обраний 27 лютого 2018 р., призначений Кабміном 28 березня 2018 року).

## Навчання
Медичну освіту здобув у Вінницькому національному медичному університеті імені Миколи Пирогова у 1998 році. Також О. Петренко має ступінь магістра менеджменту організацій охорони здоров'я Школи охорони здоров'я Києво-Могилянської академії та Маастрихтського університету (2006). У 2006 році закінчив Українську школу політичних студій. У 2016 році був учасником семінару «Відповідальне лідерство» (А-14) в ASPEN Institute (Kyiv).

## Професійна діяльність
2003—2005 р.р працював менеджером з маркетингу продуктів представництва фармацевтичної компанії Boehringer-Ingelheim в Україні.
2005—2007 р.р займав посаду виконавчого директору ТОВ «Школа охорони здоров'я» Національного університету «Києво-Могилянська Академія».
2005—2007 р.р був позаштатним радником Міністра охорони здоров'я (Поліщука М. Є., Поляченка Ю. В.) зі стратегічного розвитку — участь у розробці «Національного плану дій»; проєкт «Кадрово-адміністративної реформи галузі охорони здоров'я» із впровадженням нових управлінських процедур, запровадження освітньо-кваліфікаційних вимог до управлінців середньої та вищої ланки в системі охорони здоров'я; розробник процедури відкритого конкурсу на заміщення посад Головних позаштатних спеціалістів МОЗ України (2005); член робочих груп Міністерства охорони здоров'я, Міністерства праці і соціальної політики та Секретаріату Президента по розробці та опрацюванню законопроєктів «Про загальнообов'язкове державне соціальне медичне страхування» та «Про медичне обслуговування населення та заклади охорони здоров'я».
2007—2008 р.р — директор зі стратегічного розвитку Універсальної клініки «Оберіг» (м. Київ) — одного з найбільших приватних багатопрофільних госпіталів повного циклу обслуговування.
У 2009 році був призначений першим заступником генерального директора приватної клініки «Оберіг».
З 2015 року працював у акушерсько-гінекологічній клініці ISIDA у Києві — заступником генерального директора з питань стратегічного розвитку. У 2017 році обіг компанії, створеної у 2000-х роках у Донецьку як центр біорепродукції, становив 350 мільйонів гривень.

## Громадська діяльність
З 2005 по 2008 роки Олег Петренко був обраний членом Громадської ради МОЗ України. У 2009 році — членом Ради з питань реформування системи охорони здоров'я (орган Кабінету Міністрів України), в якій опрацьовував проєкти реалізації державної регуляторної політики у сфері охорони здоров'я. У 2014—2015 роках брав участь у роботі стратегічної дорадчої групи (SAG — Strategic Advisory Group) з розробки національної стратегії розвитку системи охорони здоров'я України на період 2015—2020 рр. У 2017 році залучався в ролі експерта на засідання Комітету Верховної Ради з питань охорони здоров'я.

## Керівництво новою службою
27 лютого 2018 року О. Петренко переміг у конкурсі на голову новоствореної Національної служби здоров'я України серед тринадцяти інших кандидатів.
28 березня 2018 року Кабінет міністрів України призначив Олега Петренка керівником Національної служби здоров'я України.
25 листопада 2019 року Олег Петренко повідомив, що написав заяву про звільнення з посади голови Національної служби здоров'я України за власним бажанням.